# Mohamed Chibi
Mohamed Chibi (arabisch محمد الشيبي, DMG Muḥammad aš-Šībī; geb. 21. Januar 1993 in Casablanca) ist ein marokkanischer Fußballspieler.

## Karriere

### Klub
Er ging zur Saison 2013/14 von Raja Casablanca per Leihe für ein halbes Jahr zu Kawkab Marrakesch und für die Rückrunde noch einmal ebenfalls per Leihe zu CR al-Hoceima. Nach der Rückkehr zu Raja, verließ er scheinbar den Klub und kam erst im Dezember 2014 bei IZK Khémisset unter. Diese verließ er ablösefrei dann nach dem Ende der laufenden Saison in Richtung KAC Kénitra. Nach gut zwei Jahren hier, zog es ihn anschließend weiter zu Maghreb Tétouan, welche er nach einem halben Jahr aber bereits für CA Khénifra verließ. Von diesem wiederum wechselte er zur Spielzeit 2018/19 zu FAR Rabat. Nach dieser Spielzeit stand jedoch schließlich ohne Vertrag da.
Sein neuer Klub wurde im Januar 2020 anschließend Ittihad Tanger und seit der Spielzeit 2021/22 ist er wieder für FAR Rabat aktiv.
Im September 2022 wechselte er nach Ägypten zum Pyramids FC.

### Nationalmannschaft
Seinen ersten bekannten Einsatz für die marokkanische Nationalmannschaft hatte er am 12. November 2021 bei einem 3:0-Sieg in einem Qualifikationsspiel für die Weltmeisterschaft 2022 gegen den Sudan. Wo er in der 82. Minute für Achraf Hakimi eingewechselt wurde. Direkt danach war er auch beim FIFA-Arabien-Pokal 2021 im Einsatz und kam mit der Mannschaft bis ins Viertelfinale.